# Académie Julian

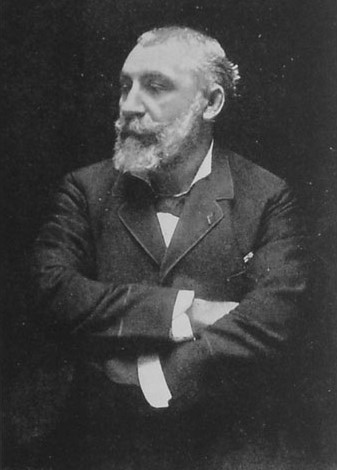
Rodolphe Julian (1839-1907), założyciel szkoły.

Académie Julian (IPA /akademi ʒyljɑ̃/) – prywatna szkoła artystyczna zajmująca się malarstwem i rzeźbą,  założoną w 1867 w Paryżu przez Rodolphe'a Juliana (1839–1907) francuskiego malarza i nauczyciela, która działała w latach 1868–1968.  
Z akademickim programem kształcenia stanowiła przygotowanie do Ecole des Beaux-Arts. 
Od 1880 roku w edukacji w Académie Julian mogły uczestniczyć kobiety, którym nie pozwolono zapisać się na studia do École des Beaux-Arts. Kandydaci zagraniczni, których od wstąpienia do Ecole des Beaux Arts odstraszył brutalny egzamin z języka francuskiego, zwykle wybierali Académie Julian jako placówkę edukacyjną.
Zajęcia dla mężczyzn i kobiety odbywały się osobno, ale kobiety uczestniczyły w tych samych zajęciach co mężczyźni, obejmujące m.in. rysowanie i malowanie nagich modelek.
W 1968 roku Académie Julian została zintegrowana z École Supérieure d'Arts Graphiques – Penninghen.

## Wybrani studenci i wykładowcy[3][4]
| - Jean Arp - Antoni Austen - Ernst Barlach - Marie Bashkirtseff - Robert Bevan - Anna Bilińska-Bohdanowiczowa - Pierre Bonnard - Ervin Bossányi - Hans Christiansen - Lovis Corinth - Paul Degen - Maurice Denis - André Derain - Marcel Duchamp - Fritz Erler - Akseli Gallen-Kallela - Maria Gażycz - Georges Gimel - Childe Hassam |  | - Robert Henri - Ludwig von Hofmann - Fernand Khnopff - Anna Elizabeth Klumpke - Georg Kolbe - Käthe Kollwitz - Ludwik Konarzewski - Stanisław Lentz - Sabine Lepsius - Jules Joseph Lefebvre - Fernand Léger - Aline Réveillaud de Lens - Joseph Christian Leyendecker - Emma Löwstädt-Chadwick - Dora Maar - Małgorzata Maciągowa - Louis Marcoussis - Henri Matisse - Alfons Mucha - Emil Nolde - Fryderyk Pautsch | - Maurice Prendergast - Adolf Rettelbusch - Georges-Antoine Rochegrosse - William Rothenstein - Pierre Roy - Henri Royer - Paul Sérusier - Max Slevogt - Feliks Słupski - Zofia Stankiewicz - Edward Steichen - Curt Stoermer - Artur Szyk - Félix Vallotton - Louis Valtat - Édouard Vuillard - Robert Weise - Helena Dowkontt Grześkiewicz - Jan Wałach - Teofila Certowicz | - Maria Dulębianka - Aniela Pająkówna - Zofia Stankiewicz - Anna Gramatyka-Ostrowska - Leokadia Łempicka - Maria Józefa Gerson-Dąbrowska - Aniela Biernacka - Wanda Cichocka-Nałęcz - Stanisława de Karłowska - Blanka Mercère |

## Galeria

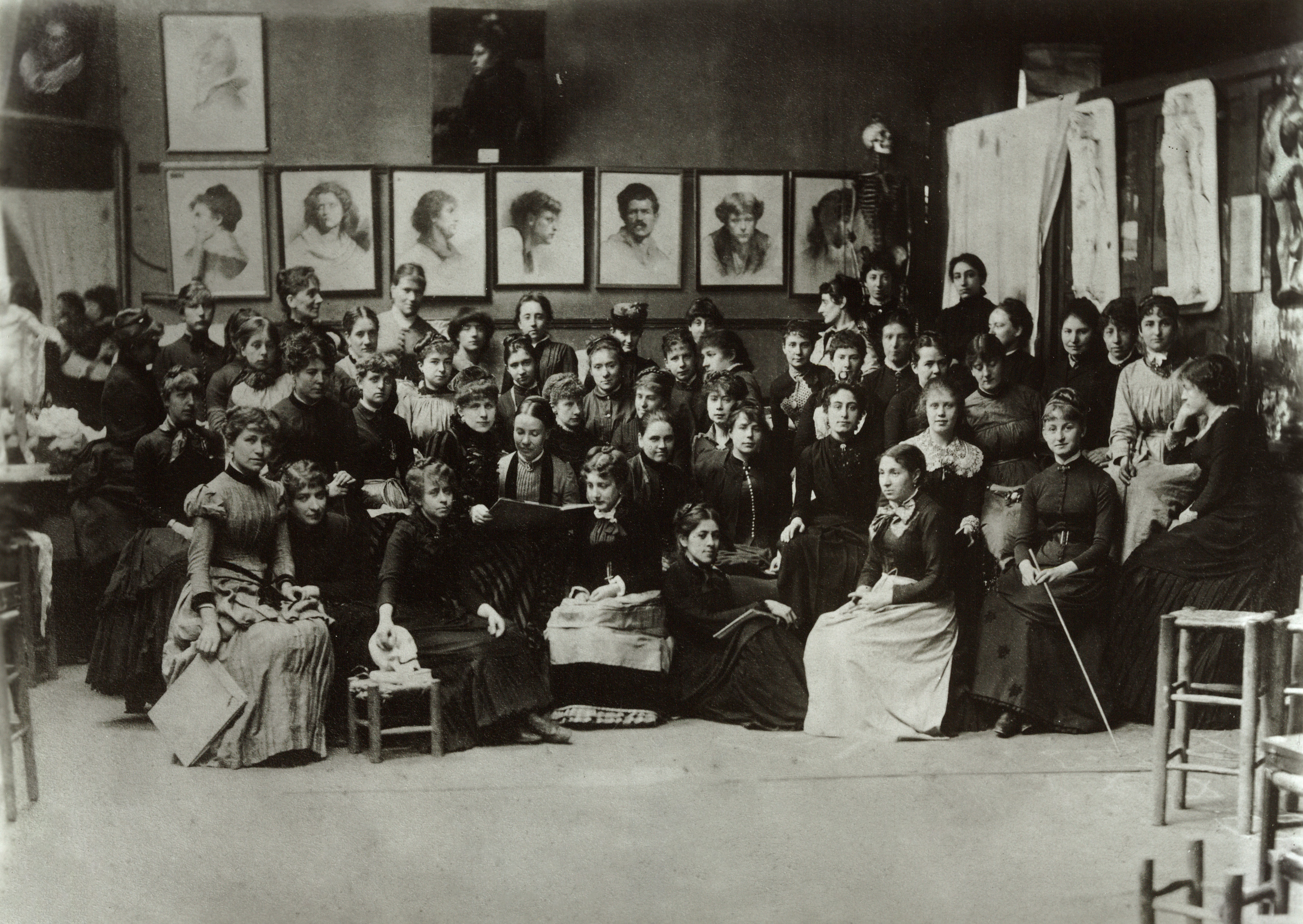
Studentki, 1885.
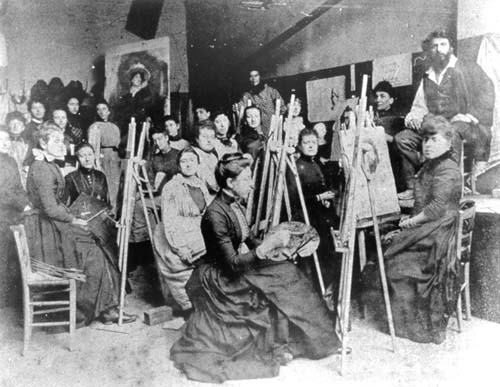
Kobiety w Académie Julian, 1889.
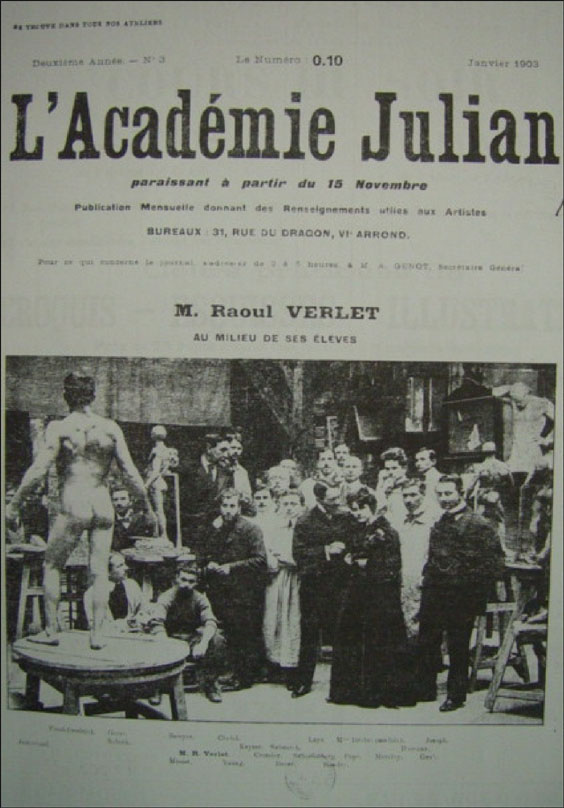